# Neustadt-Klasse

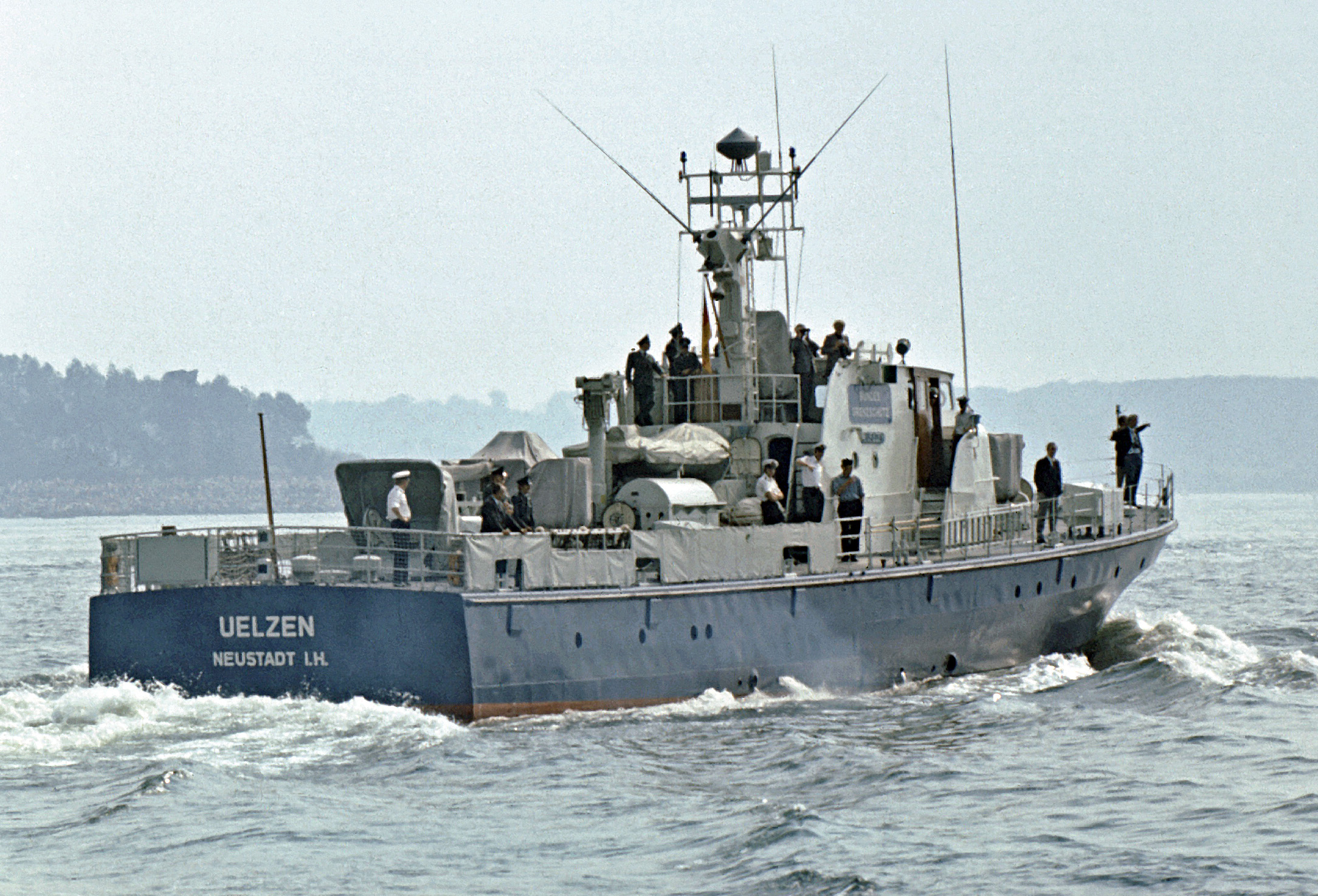
Heckansicht von BG13 Uelzen

Die Neustadt-Klasse war eine Klasse von acht Patrouillenbooten des Bundesgrenzschutzes, die in den Jahren 1969 bis 1970 beschafft wurden. Sie trugen in der Systematik der Marine die Bezeichnung Patrouillenboote Klasse 157 und im Bundesgrenzschutz die Bezeichnung BGS Typ 157.

## Vorgeschichte
Bei seiner Aufstellung 1951 verfügte der Seegrenzschutz als Teil des Bundesgrenzschutzes über eine größere Zahl von Schiffen und Booten. 1956 wurde der Seegrenzschutz aufgelöst und der größte Teil seines Personals und Materials in die Bundesmarine überführt.
1963 beschloss das Bundesministerium des Innern unter Minister Hermann Höcherl, zur Grenzsicherung in der Lübecker Bucht zwischen dem Priwall und Fehmarn unter der Bezeichnung Bundesgrenzschutz See (BGS See) einen neuen Seegrenzschutzverband aufzustellen. Die Aufstellung begann 1964 mit vier von der Marine geliehenen Patrouillenbooten des Typs KW 15.

## Charakteristika derNeustadt-Klasse
Um den BGS See auftragsgerecht auszustatten, wurde die Beschaffung von zunächst zehn Neubauten eingeleitet, von denen nur acht tatsächlich beschafft wurden. Die Boote trugen die Namen von Standorten des Bundesgrenzschutzes, wobei das Typboot nach dem Heimathafen des BGS See, Neustadt in Holstein, benannt war.
Von den acht Booten wurden sieben auf der Lürssen-Werft in Vegesack gebaut, das achte entstand auf der Schlichting-Werft in Travemünde. Die Boote waren mit zwei in der Bundesmarine als Standardwaffe eingeführten 40-mm-Bofors-Geschützen bewaffnet. Ihre Antriebsanlage bestand aus drei Dieselmotoren, von denen zwei mit je 3000 PS die mit vierflügeligen Verstellpropellern ausgestatteten Außenwellen antrieben, die den Booten eine Höchstgeschwindigkeit von 30 kn verliehen. Der dritte Motor wirkte über die Mittelwelle auf einen Escher-Wyss-Antrieb, der für Marsch- und Manövrierfahrt vorgesehen war.

## Verbleib
Ein Boot ging bereits 1990 nach Mauretanien und eines 1999 nach Bulgarien. Mit der Inbetriebnahme der drei Boote der Bad-Bramstedt-Klasse in den Jahren 2002 und 2003 wurden die restlichen sechs Boote der Neustadt-Klasse beim Bundesgrenzschutz außer Dienst gestellt. Vier Boote gingen zur Poliția de Frontieră Română nach Rumänien, wovon noch zwei im aktiven Dienst sind. Allerdings ist ein Ersatz der alternden Boote geplant. Zwei zusätzliche Boote (insgesamt drei) gingen nach Bulgarien, wovon noch zwei in Betrieb sind.
In den frühen Folgen der Fernsehserie Küstenwache wurde das Küstenwachboot Albatros durch ein Boot der Neustadt-Klasse dargestellt.

## Boote
| Name          | Kennung | Bauwerft                | Bau- Nr. | Baubeginn          | Stapellauf         | Fertig- stellung  | Außerdienst- stellung | Verbleib |
| ------------- | ------- | ----------------------- | -------- | ------------------ | ------------------ | ----------------- | --------------------- | --- |
| Neustadt      | BG 11   | Lürssen, Vegesack       | 13401    | 25. November 1968  | 27. Februar 1969   | 25. November 1969 | 1. März 2003          | 2004 an NDGP Bulgarien, als Несебър (Nesebar) noch im Einsatz                                                                   |
| Bad Bramstedt | BG 12   | Lürssen, Vegesack       | 13402    | 10. Januar 1969    | 2. April 1969      | November 1969     | 12. November 2002     | am 9. Dezember 2005 als MAI1102 bei der Grenzpolizei Rumänien, 2016/17 stillgelegt                                              |
| Uelzen        | BG 13   | Schlichting, Travemünde | 1360     | 17. Mai 1969       | 25. Juli 1969      | 24. Februar 1970  | 15. März 1990         | 1990 an Mauretanien als ذئبر (z'Bar), 1995 abgewrackt.                                                                          |
| Duderstadt    | BG 14   | Lürssen, Vegesack       | 13403    | 21. Februar 1969   | 3. Juni 1969       | März 1970         | Mitte 2003            | bis 2004 in der ZDF-Serie "Küstenwache" verwendet, am 25. November 2004 an NDGP Bulgarien als Балчик (Balchik), noch im Einsatz |
| Eschwege      | BG 15   | Lürssen, Vegesack       | 13404    | 27. März 1969      | 16. September 1969 | 19. März 1970     | Mitte 2003            | am 19. Dezember 2005 als MAI1103 zur Grenzpolizei Rumänien, noch im Einsatz                                                     |
| Alsfeld       | BG 16   | Lürssen, Vegesack       | 13405    | 31. Mai 1969       | 11. November 1969  | 1970              | Mitte 2003            | am 9. Dezember 2005 als MAI1104 zur Grenzpolizei Rumänien, 2016/17 stillgelegt                                                  |
| Bayreuth      | BG 17   | Lürssen, Vegesack       | 13406    | 15. September 1969 | 9. Januar 1970     | 1970              | 1. März 2003          | am 17. Oktober 2003 als „General Paraschiv Vasilescu“ (MAI1101) zur Grenzpolizei Rumänien, noch im Einsatz                      |
| Rosenheim     | BG 18   | Lürssen, Vegesack       | 13407    | 8. November 1969   | 12. März 1970      | November 1970     | 1. Februar 1999       | 2002 an NDGP Bulgarien als Несебър (Nesebar), 2010 stillgelegt                                                                  |